# Macroglossum nubilum
Espèce
Macroglossum nubilum est une espèce de lépidoptères de la famille des Sphingidae, de la sous-famille des Macroglossinae, tribu des Macroglossini, sous-tribu des Macroglossina, et du genre Macroglossum.

## Description
L'aspect est similaire à Macroglossum prometheus lineata mais il est plus brun foncé; la tête n'a pas de ligne blanche au-dessus de l'œil; sur la face dorsale de l'abdomen la première tache latérale jaune est seulement vestigiale, la seconde et la troisième sont proéminentes, avec des taches noires profondes du côté proximal.

## Répartition et habitat
Répartition
L'espèce est connue en Australie (Queensland), en Papouasie-Nouvelle-Guinée(l'archipel des Louisiades).

## Systématique
L'espèce Macroglossum nubilum a été décrite par les entomologistes Lionel Walter Rothschild et Karl Jordan en 1903.